# Закон Украины об авторском праве
А́вторское пра́во Украины основывается на Законе «Об авторском праве и смежных правах» от 23 декабря 1993 года, обновлённая редакция которого вступила в силу с 11 июля 2001 года.

## История
После утверждения Украины как независимого государства в 1992 году было создано Государственное агентство авторских и смежных прав при Кабинете Министров Украины (ГААСП Украины), основной задачей которого стала разработка законодательства в области авторского права. Уже в декабре 1993 года Верховной Радой был принят Закон Украины «Об авторском праве и смежных правах». Помимо этого был принят ряд законодательных и нормативных актов, регулирующих отдельные вопросы защиты авторских прав — постановление «О минимальных ставках авторского вознаграждения за использование произведений литературы и искусства» 1994 г. и постановление «О государственной регистрации прав автора на произведения науки, литературы и искусства» 1995 г. Эти документы стали фундаментом института авторского права, основные принципы которого были закреплены в Конституции Украины 1996 г.
В 1995 году Украина присоединяется к Бернской конвенции.

## Объекты авторского права
К произведениям, охраняемым авторским правом, относятся:
1. литературные письменные произведения;
2. выступления, лекции, речи, проповеди и другие устные произведения;
3. компьютерные программы;
4. базы данных
5. музыкальные произведения с текстом и без текста;
6. драматические, музыкально-драматические произведения, пантомимы, хореографические и другие произведения, созданные для сценического показа;
7. аудиовизуальные произведения;
8. произведения, изобразительного искусства;
9. произведения архитектуры;
10. фотографии;
11. произведения прикладного искусства;
12. иллюстрации, карты, планы, эскизы, пластические произведения, касающиеся географии, геологии, топографии, архитектуры и других областей науки;
13. сценические обработки произведений и обработки фольклора, пригодные для сценического показа;
14. переводы, адаптации, аранжировки, другие переработки произведений и обработки фольклора;
15. составные произведения (сборники произведений, энциклопедии и антологии) при условии, что они являются результатом творческой работы по подбору, координации или упорядочению содержания без причинения ущерба охране входящих в них произведений;
16. тексты переводов для дублирования, озвучивания украинским и другими языками иностранных аудиовизуальных произведений;
17. другие произведения

Интересно, что редакцией 2001 года законодательно закреплено авторское право на интервью. В частности, указано, что интервью является формой соавторства (лица, дающего интервью, и лица, берущего интервью).
В Законе особо отмечается, что правовая охрана распространяется только на форму выражения произведения и не распространяется на любые идеи, теории, открытия, даже если они описаны в произведении.

## Права автора
Согласно Закону, автору принадлежат личные неимущественные права (на указание своего имени, на запрет упоминания своего имени при публичном использовании произведения, на выбор псевдонима и на сохранение целостности произведения) и права имущественного характера, к которым относятся, например, права автора разрешать/запрещать публичный показ произведений, их переработку и перевод.
При этом автор вправе требовать выплаты вознаграждения за использование произведения. Однако, если экземпляры произведения законным образом введены в гражданский оборот путём их первой продажи на территории Украины, то допускается их повторное введение в обращение путём продажи, дарения и т. п. без согласия автора и без выплаты авторского вознаграждения.
Особое внимание в Законе уделяется правам авторов произведений изобразительного искусства. 26 статья закрепляет за автором произведения изобразительного искусства право требовать доступа к произведению с целью его использования для воспроизведения после его передачи другому лицу, а 27 статья — право автора произведения изобразительного искусства (и его наследников) относительно проданных автором оригиналов произведений изобразительного искусства на получение пяти процентов от цены каждой следующей продажи произведения через аукцион, галерею, etc.

## Свободное воспроизведение
В отдельных случаях допускается использование произведений без разрешения правообладателя и без выплаты вознаграждения (при условии, что указано имя автора и соблюдены другие его права). К таким случаям, например, относятся:
- использование цитат (коротких отрывков) из опубликованных произведений в объёме, оправданном поставленной целью;
- издания произведений, выпущенные рельефно-точечным шрифтом для слепых;
- публичное исполнение музыкальных произведений во время официальных и религиозных церемоний, а также похорон в объёме, оправданном характером таких церемоний

Законом предусматривается свободное воспроизведение произведений библиотеками и архивами, а также при создании учебных пособий. Отдельная статья посвящена свободному копированию компьютерных программ.

## Срок действия
Срок охраны личных неимущественных прав автора неограничен. Остальные права (имущественные) подлежат охране при жизни автора и в течение 70 лет после его смерти. В случае если произведение создано в соавторстве, срок охраны прав заканчивается через 70 лет после смерти последнего из соавторов произведения. Для произведений, обнародованных анонимно или под псевдонимом, срок действия авторского права заканчивается через 70 лет после того, как произведение было обнародовано.
В случае, если произведение впервые опубликовано в срок 30 лет после смерти автора, авторские права на него действуют в течение 70 лет с момента публикации.
Авторское право на произведения посмертно реабилитированных авторов действует в течение 70 лет после их реабилитации.
Отдельно в Законе рассмотрен случай опубликования по истечении срока охраны авторского права произведения, которое до этого не было обнародовано — лицо, впервые его опубликовавшее, пользуется защитой, равноценной защите имущественных прав автора. Срок охраны этих прав составляет 25 лет от первой публикации.